# Martin Schlegel (Ökonom)

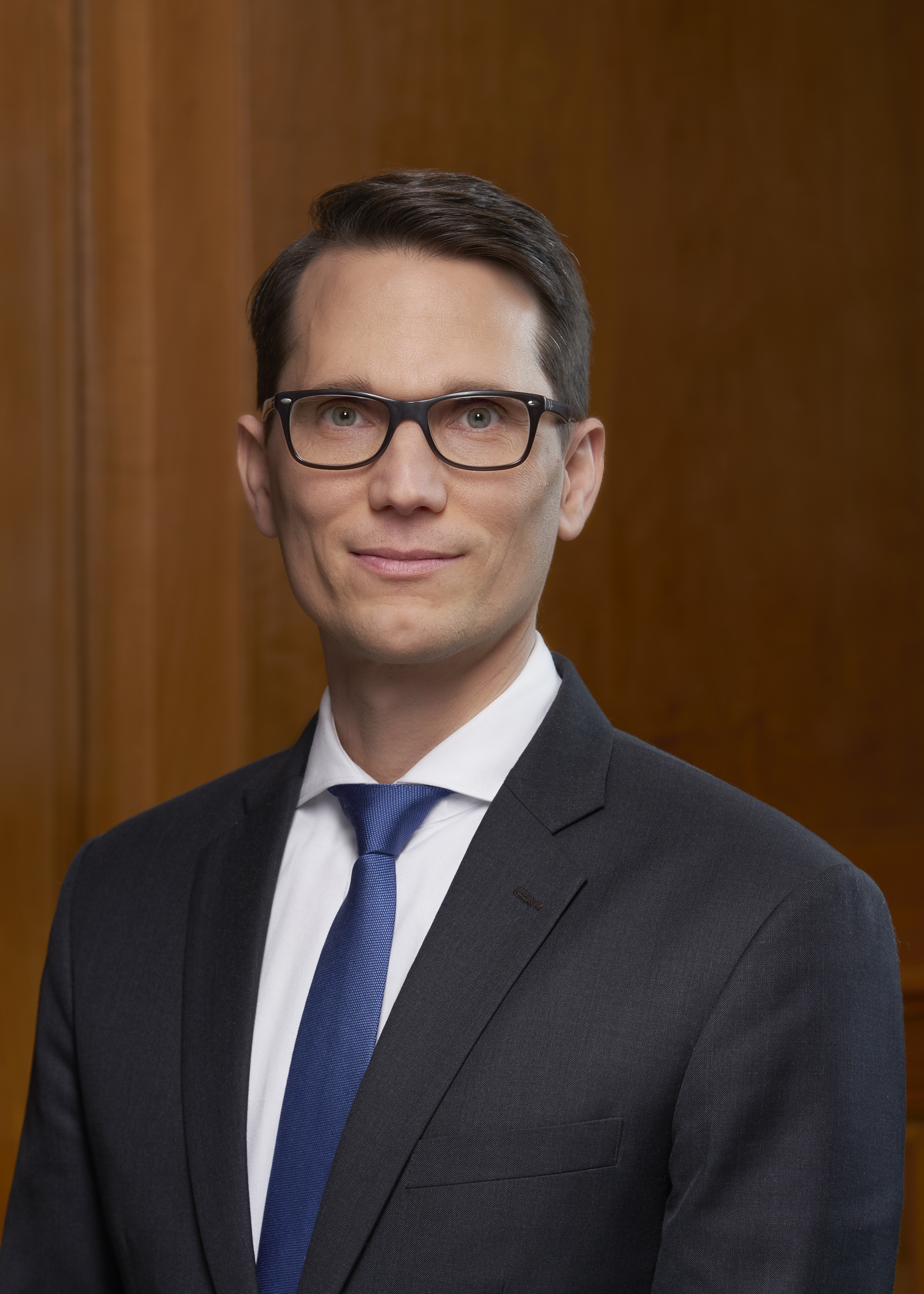
Martin Schlegel (2020)

Martin Reto Schlegel (* 20. August 1976; heimatberechtigt in Kloten und Zürich) ist ein Schweizer Ökonom und seit 2024 Präsident des Direktoriums der Schweizerischen Nationalbank.

## Leben
Martin Schlegel absolvierte das Literargymnasium Rämibühl in Zürich, studierte anschliessend Volkswirtschaftslehre an der Universität Zürich und schloss dieses Studium 2003 ab. Anschliessend trat er in den Bereich Forschung der Schweizerischen Nationalbank (SNB) ein, gefolgt von einer Tätigkeit in Finanzmarktanalyse und im Geldmarkt. Berufsbegleitend erlangte er 2009 ein Doktorat in Volkswirtschaft an der Universität Basel mit der Dissertation unter dem Titel Implementation of monetary policy and the money market. Schlegel übernahm 2009 die Leitung der Organisationseinheit Devisen und Gold der SNB. Im Jahr 2016 wechselte er zur SNB-Niederlassung in Singapur. Von 2011 bis 2018 war er Mitglied des Anlagekomitees der SNB.
Per September 2018 ernannte der Bundesrat Schlegel zum Stellvertretenden Direktoriumsmitglied im I. Departement der SNB in Zürich. Die nächste Beförderung erfolgte im August 2022. Er wurde in der Nachfolge des zurückgetretenen Fritz Zurbrügg zum Vizepräsidenten des Direktoriums ernannt und übernahm die Leitung des II. Departements in Bern. Zu den Aufgaben des von ihm geleiteten II. Departements gehören die Finanzstabilität, das Bargeld, das Risikomanagement, das Rechnungswesen, das Controlling, die Operationellen Risiken sowie die Sicherheit. Bei der Rettung der Schweizer Grossbank Credit Suisse im März 2023 leistete sein Departement entscheidende Beiträge. Der Bundesrat wählte am 26. Juni 2024 Schlegel zum Nachfolger von Thomas Jordan als Direktionspräsident der SNB per Oktober 2024.
Schlegel ist mit Nicole Brändle verheiratet und hat zwei Töchter und einen Sohn.

## Weitere Tätigkeiten
- 2010 bis 2022: Lehrauftrag für angewandte Geldpolitik an der Universität Basel
- Mitglied des Leitungsausschusses der KOF Konjunkturforschungsstelle der ETH Zürich
- Vorstandsmitglied der Schweizerischen Gesellschaft für Konjunkturforschung (SGK)
- Präsident des Stiftungsrats des Studienzentrums Gerzensee.[2]